# 가마타 (오타구)
가마타(일본어: 蒲田 かまた[*])은 도쿄도 오타구의 정명이다.

## 참고 자료
- (일본어) 『蒲田』  - 고트뱅크